# Lawrence Block

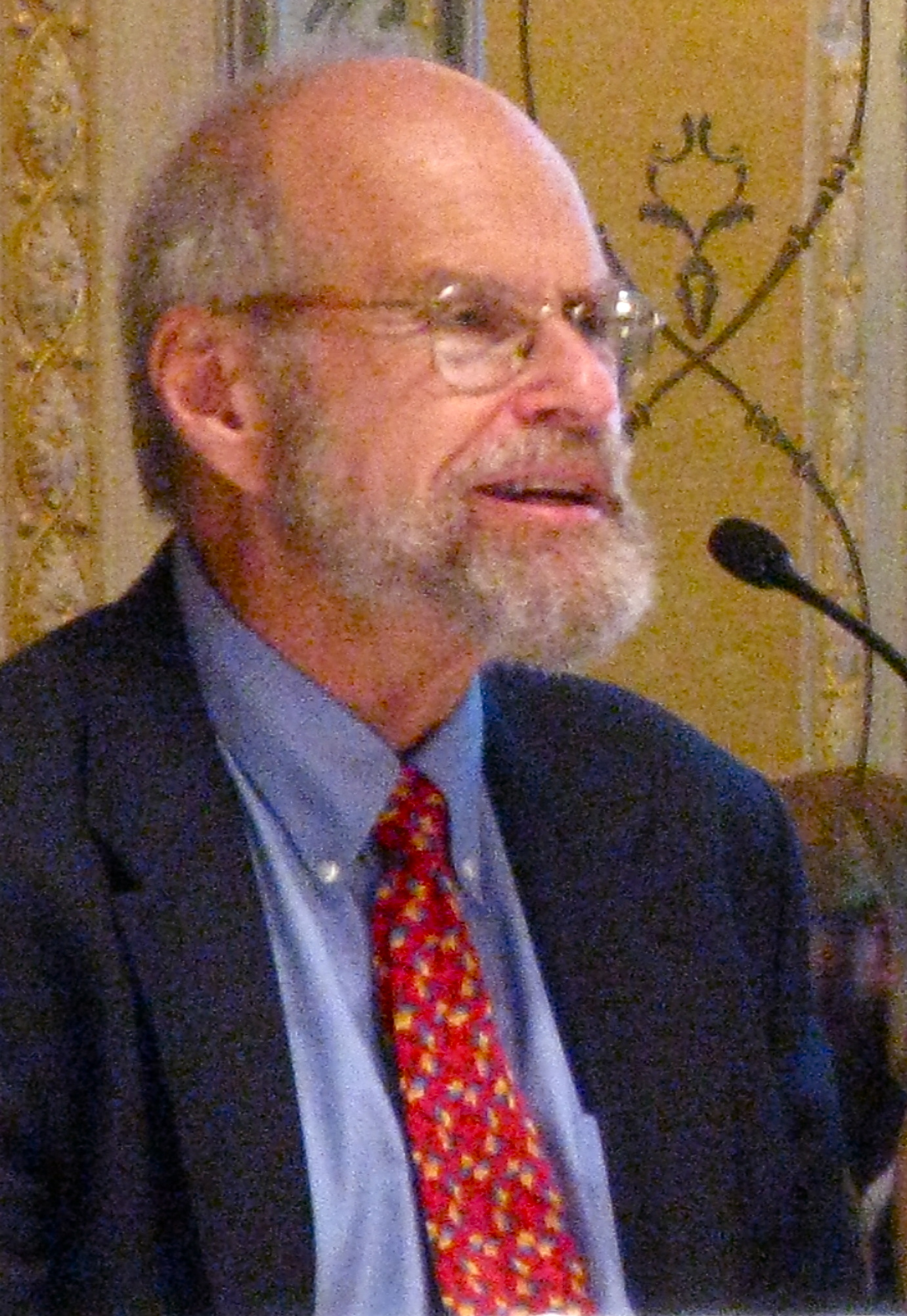
Lawrence Block (2008)

Lawrence Block (* 24. Juni 1938 in Buffalo, New York) ist ein amerikanischer Schriftsteller. Er schrieb über 50 Romane und mehr als 100 Kurzgeschichten, hauptsächlich im Bereich der Kriminalliteratur. Zu seinen Serienhelden gehören der New Yorker Privatdetektiv, Ex-Polizist und Ex-Alkoholiker Matthew Scudder,  der „Tags-Buchhändler“ und „Nachts-Dieb“ Bernie Rhodenbarr und Evan Tanner, Agent im Auftrag der US-Regierung.

## Leben
Lawrence Block ist das Kind des jüdischen Ehepaares Arthur und Leonore Block. Sein Vater starb 1960, seine Mutter 2001. Bereits mit 15 Jahren wusste Block, dass er Schriftsteller werden wollte. Er besuchte das Antioch College in Yellow Springs, Ohio, und fand in den Ferien 1956 als Postbearbeiter beim New Yorker Verlag Pines Publication seine erste Arbeitsstelle. Im Sommer des folgenden Jahres verkaufte er für 100 Dollar seine erste Kurzgeschichte You Can’t Loose, die im Februar 1958 in der Zeitschrift Manhunt erschien. In den folgenden Jahren schrieb er weitere Geschichten für diverse Kriminalmagazine, darunter Alfred Hitchcock’s Mystery und Ellery Queen’s Mystery Magazine.
Neben Kriminalgeschichten schrieb Block unter verschiedenen Pseudonymen so genannte „Erwachsenenbücher“, in Serien erscheinende Heftromane, deren einzige verlegerische Vorgabe eine (aus heutiger Sicht wenig explizite, vor allem aus Andeutungen bestehende) pornographische Szene pro Kapitel war. Block nutzte diese Romane neben dem Gelderwerb vor allem als Schreibschule, in der er sich schriftstellerisch ausprobieren konnte. Eines der wenigen Bücher dieses Genres, zu denen sich Block nachträglich bekannte, ist $20 Lust, das unter dem auch von anderen Autoren genutzten Pseudonym Andrew White erschien. Auch Kriminalromane schrieb Block unter Pseudonymen wie Paul Kavanagh oder Chip Harrison. Sie sind inzwischen unter seinem eigenen Namen nachgedruckt. Seit 1975 publiziert er, so weit bekannt ist, nur noch als Lawrence Block.
Im Jahr 1960 heiratete Block Loretta Ann Kalett, mit der er drei Kinder hat. Nach diversen Umzügen landete die Familie Mitte der 1960er Jahre in Racine, Wisconsin, wo er eine Stelle als Redakteur bei Whitman/Western Printing annahm. Inspiriert durch das abenteuerhafte Schmugglerleben eines pensionierten Arbeitskollegen namens Bill Higgie schrieb Block im Winter 1965/66 den Roman The Thief Who Couldn’t Sleep, in dem er die Figur des Abenteurers und Globetrotters Evan Tanner einführte. Für Block war der Roman ein schriftstellerischer Durchbruch. Nachdem seine vorigen Werke eher nachahmend die eigene Lektüre verarbeiteten, war Tanner sein erster wirklich eigenständiger Charakter. In den Folgejahren schloss Block weitere Abenteuerromane um Evan Tanner an. Anfang der 1970er Jahre entwickelte er seine bekannteste Romanfigur, den New Yorker Privatdetektiv ohne Lizenz Matthew Scudder. Die drei Romane erschienen allerdings erst 1976.
Trotz schriftstellerischer Erfolge geriet Block Anfang der 1970er Jahre in eine persönliche Krise. Seine Ehe wurde 1973 geschieden, sein Alkoholkonsum wuchs und er erlebte zum ersten Mal in seiner Karriere Schreibblockaden und Motivationsprobleme. Im Jahr 1975 löste Block seine New Yorker Wohnung auf und fuhr quer durch die USA nach Los Angeles, wo er neun Monate später ankam. Aus einer Erörterung seiner möglichen Lebensperspektiven entstand die Figur des Einbrechers Bernie Rhodenbarr, der immer wieder unfreiwillig zum Detektiv wird. In einem Monat fuhr Block zurück nach New York, beendete dort Burglars Can’t Be Choosers und ließ weitere Romane in dem witzig-ironischen Stil der Reihe folgen. Entscheidend für sein weiteres Leben war aber vor allem sein abrupter Beschluss, dem Alkohol abzuschwören: „In early April 1977 something monumental happened. I stopped drinking.“ („Anfang April 1977 geschah etwas Gewaltiges. Ich hörte auf zu trinken.“)
1983 heiratete Block seine zweite Ehefrau Lynn Wood, mit der er zahlreiche Reisen um den gesamten Globus unternahm. Trotz wechselnder Wohnsitze blieb New York allerdings immer seine Heimatstadt. Block kehrte in den 1980er Jahren zur Figur Matthew Scudder zurück und zeichnete dessen Kampf gegen den Alkohol nach. Seither wechseln sich die Romane seiner Serienhelden, zu denen sich 1990 der Auftragskiller Keller hinzugesellte, mit eigenständigen Romanen ab. Ein besonderer Erfolg bei Kritik und Publikum war 2003 der New-York-Roman Small Town, der nach den Terroranschlägen am 11. September 2001 entstand. Block erhielt zahlreiche wichtige Auszeichnungen für seine Romane und sein Lebenswerk. In Kolumnen und Schreibkursen gibt er seine Erfahrungen als Schriftsteller weiter. Im Jahr 1984 war Block Präsident der Private Eye Writers of America, 2000 der Mystery Writers of America.
Block vermarktet E-Books und Paperbacks seiner Romane auch als Selbstpublikation. Dabei geht er Partnerschaften mit Übersetzern ein, die seine Bücher in andere Sprachen übertragen. Seit 2016 übersetzt Stefan Mommertz im Rahmen einer solchen Partnerschaft einige Matthew-Scudder-Romane sowie diverse Erzählungen neu. Daneben werden die Übersetzungen von Sepp Leeb, die ursprünglich im Heyne Verlag erschienen sind, neu aufgelegt.

## Werk
Mit über 50 Romanen und mehr als 100 Kurzgeschichten zählt Lawrence Block laut Axel Bußmer zu den produktivsten und vielseitigsten Autoren der Kriminalliteratur. Zudem ist Block ein schneller Schreiber. Zumeist entstehen seine Bücher innerhalb weniger Wochen und werden bereits im Entstehungsprozess soweit redigiert, dass sie bei ihrer Abgabe druckreif sind. Dabei geht Block selten von einem Exposé aus, sondern entwickelt die Handlung beim Schreiben. Dies erklärt auch seine Vorliebe für die Ich-Perspektive. Fast alle seine Romane sind aus der Sicht ihrer Hauptfiguren geschrieben. Bücher in der dritten Person, etwa die Keller-Reihe, oder einige multiperspektivische Romane, bleiben die Ausnahme. Die Handlung ist überwiegend chronologisch erzählt. Einige frühe Romane wie etwa die Evan-Tanner-Reihe ziehen ein chronologisch späteres Kapitel vor, um mit dem unmittelbaren Handlungseinstieg Spannung zu erzeugen.
Die Matthew-Scudder-Reihe steht in der Tradition klassischer Privatdeketiv-Romane von Raymond Chandler, Dashiell Hammett und Ross MacDonald. Wie seine Genre-Vorgänger ist Scudder ein „hardboiled detective“, ein „hartgesottener Ermittler“. Dabei überträgt Block den Typus des Privatdetektivs der 1930er und 1940er Jahre in die Gegenwart. Scudder ist ein ehemaliger Polizist des NYPD, der seinen Dienst quittiert hat, weil er sich schuldig am Tod eines Mädchens fühlt. Seine Ehe zerbricht, auch unter Scudders starkem Alkoholkonsum. Seinen Lebensunterhalt verdient sich der Detektiv ohne Lizenz durch „Freundschaftsdienste“, die durch freiwillige Gaben honoriert werden, von denen er den Zehnten an wechselnde Kirchen spendet. Was die Reihe von anderen Detektivromanen unterscheidet, ist ihre Anlage als Entwicklungsroman: Scudder altert und wird durch seine Erlebnisse verändert. Die ersten fünf Romane zeichnen den Weg eines Alkoholikers hin zum Abstinenzler, wobei Scudders Abstieg als Sinnbild eines gesellschaftlichen Zerfalls verstanden werden kann. Ab dem sechsten Roman wird mehr und mehr die Stadt New York zur Hauptperson, die Detektivgeschichte entwickelt sich zum Großstadtroman.
Wie Matthew Scudder ist auch Bernie Rhodenbarr ein leidenschaftlicher New Yorker, doch ist er auch ein leidenschaftlicher Einbrecher mit einer Faszination für das Leben der Menschen, in die er mit seinem Einbruch tritt. Er, der fast durchgängig gewaltlos agiert, wird bei seinen Einbrüchen jedes Mal mit einer Leiche konfrontiert, deren Ableben aufzuklären er sich gezwungen sieht, um sich selbst vom Verdacht reinzuwaschen. Lawrence Block spielt in den Rhodenbarr-Romanen mit den Gesetzen des Kriminalromans: Ein Krimineller betätigt sich als Ermittler und löst die Fälle mit den nicht immer legalen Mitteln seiner Profession. Ab dem dritten Band wird ihm mit der lesbischen Carolyn Kaiser eine Dr.-Watson-Figur an die Seite gestellt. Die „assembly of all suspects“ (Versammlung aller Verdächtigen) am Ende jedes Romans erinnert an Whodunits im Stile Agatha Christies oder Ellery Queens, allerdings zieht Rhodenbarr auch dem Leser bislang völlig unbekannte Figuren aus dem Hut und nimmt ihm damit die Möglichkeit wie bei den Klassikern den Täter selbst zu erraten. Markenzeichen der Reihe sind die eingestreuten Ansprachen des Ich-Erzählers Rhodenbarr an die Leser sowie die titelgebenden Literaturzitate, die dem Buch entnommen sind, das (von Kipling bis Spinoza) Rhodenbarr im jeweiligen Band liest.
Evan Tanner ist laut Axel Bußmer „ein schlafloser Globetrotter, Sympathisant und Kämpfer für verlorene politisch aussichtslose Interessen und die Ehren junger Frauen“. Tanner steht im Auftrag einer ominösen amerikanischen Organisation, die auf eigene Initiative und ohne Deckung der Regierung tätig wird. Zu Anfang und Ende des Romans begegnet er einem namenlosen „Chef“ und weiß nie genau, ob er eigentlich für oder gegen diesen arbeitet. Magisch angezogen fühlt er sich von politischen Splittergruppen und ihrem aussichtslosen Kampf für die Freiheit. Er dient diesem Kampf als eine Art Katalysator, der andere dazu bringt, für ihre Sache zu kämpfen. Die Geschichten sind im Kalten Krieg verortet, in einer nach einem Gut-Böse-Schema unterteilten Welt. Sie erinnern in ihrem Strickmuster an die Odyssee: der Held bricht auf, um fantastische Abenteuer zu erleben und am Ende wieder in seine Heimat zurückzukehren. Frei von jedem realistischen Anspruch sind es Abenteuerromane im Stil eines Matt Helm oder James Bond. Als Block 1998 nach 28-jähriger Pause einen weiteren Evan-Tanner-Roman nachschob, hatte sich die Welt gewandelt. Die Zeit des Agenten Tanner ist vorbei und er hat laut Axel Bußmer „die eskapistische Unschuld der frühen Jahre“ verloren.

## Auszeichnungen

### Auszeichnungen für das Lebenswerk / besondere Leistungen
- 1994 Grand Master Award, der höchsten Auszeichnung der Mystery Writers of America (MWA)
- 2002 Shamus Award – THE EYE-Lifetime Achievement Award, der höchsten Auszeichnung der Private Eye Writers of America (PWA)
- 2004 Cartier Diamond Dagger, der höchsten Auszeichnung der britischen Crime Writers’ Association (CWA)
- 2005  Gumshoe Award – Lifetime Achievement Award, der höchsten Auszeichnung des amerikanischen Internetmagazins Mystery Ink